# 23 (số)
23 (hai mươi ba) là một số tự nhiên ngay sau 22 và ngay trước 24.

## Trong toán học
- Số 23 là số nguyên tố thứ 9, và là số nguyên tố lẻ nhỏ nhất không phải là số nguyên tố sinh đôi. Số 23 đồng thời là số nguyên tố giai thừa thứ 5 và là số nguyên tố Woodall thứ hai[1].
- Số 23 là số nguyên tố Sophie Germain thứ 5[2] và là số nguyên tố an toàn thứ tư[3]. Số 23 đứng ngay trước số cuối cùng trong chuỗi Cunningham đầu tiên ở dạng đầu tiên có năm phần tử (2, 5, 11, 23, 47). Bởi 14! + 1 là bội của 23 mà 23 không bằng bội của 14 cộng với một, số 23 là số nguyên tố Pillai.
- Trong danh sách các số Fortune, số 23 xuất hiện 2 lần bởi thêm 23 vào số primorial thứ 5 hoặc thứ 8 sẽ ra số nguyên tố (là số 2333 và 9699713).[4]
- 23 là một trong hai số mà không thể biểu diễn thành tổng của 9 số lập phương nguyên dương nhỏ hơn (số còn lại là 239). Xem bài toán Waring.
- R23 là số nguyên tố repunit thứ 3 trong hệ thập phân đằng sau R2 và R19.[5]
- Tổng của 23 số nguyên tố đầu tiên là 874, chia hết cho 23. Tính chất này cũng được chia sẻ với một số số nguyên tố khác.[6]
- Theo nghịch lý ngày sinh, trong nhóm có 23 người hay nhiều hơn, tỉ lệ để hai người có cùng một ngày sinh nhật là lớn hơn 50%. Một trùng hợp khác là nếu ta nhân 365 với logarit tự nhiên của 2, ta được xấp xỉ 252.99, kết quả này gần với giá trị 253 là số cách chọn một cặp hai người trong nhóm 23 người.

## Trong khoa học và công nghệ
- Số 23 là số nguyên tử của nguyên tố Vanadi
- Tế bào mầm bình thường có 23 nhiễm sắc thể[7]. Các tế bào khác có 46 nhiễm sắc thể, chia ra thành 23 cặp.[8]